# ناحیه القلیعه
ناحیه القلیعه (به عربی: دائرة القلیعة) یک ناحیه در الجزایر است که در استان تی‌پازه واقع شده‌است.